# Герб Знаменского района (Тамбовская область)
Герб муниципального образования Зна́менский муниципальный район Тамбовской области Российской Федерации.
Герб Знаменского района утверждён 28 октября 2010 года Решением Знаменского районного Совета народных депутатов Тамбовской области № 257
Герб подлежит внесению в Государственный геральдический регистр Российской Федерации.

## Описание герба
«В зелёном поле золотая с черными полосами пчела, окружённая семью серебряными кубами и сопровождаемая четырьмя золотыми пшеничными колосьями (по одному в каждом углу)».

## Обоснование символики герба
Герб Знаменского муниципального района языком символов и аллегорий отражает исторические, культурные и экономические особенности района.
Основная идея герба заключена в золотой с черными полосами пчеле, окружённой серебряными кубами и сопровождаемая четырьмя золотыми пшеничными колосьями (по одному в каждом углу).
Зелёный цвет щита символизирует надежду, изобилие, свободу и радость.
Золотая пчела в центре щита символизирует занятие жителей района бортничеством.
Семь серебряных кристаллов сахара символизируют крупный сахарный завод, расположенный на территории района и, одновременно семь поселений данного района.
Четыре сопровождающих все колоса символизируют, что данный район является сельскохозяйственным.